# Цупер, Алла Петровна
Алла Петровна Цупер (род. 16 апреля 1979 года, Ровно, Украинская ССР, СССР) — украинская и белорусская фристайлистка, олимпийская чемпионка 2014 года в лыжной акробатике, многократная победительница этапов Кубка мира. В начале карьеры выступала за сборную Украины. Участница шести подряд зимних Олимпиад (1998, 2002, 2006, 2010, 2014, 2018). Мастер спорта международного класса.

## Биография
Родилась 16 апреля 1979 года в Ровно.
Окончила факультет физической культуры в Гомельском государственном университете имени Франциска Скорины, специальность «Тренер-преподаватель».
В 2012 году родила дочь Елизавету. Почти сразу, по настоянию мужа, Алла вернулась в профессиональный спорт. В 2015 году родила второго ребёнка, сына Тимофея, после чего вновь вернулась во фристайл.

## Карьера

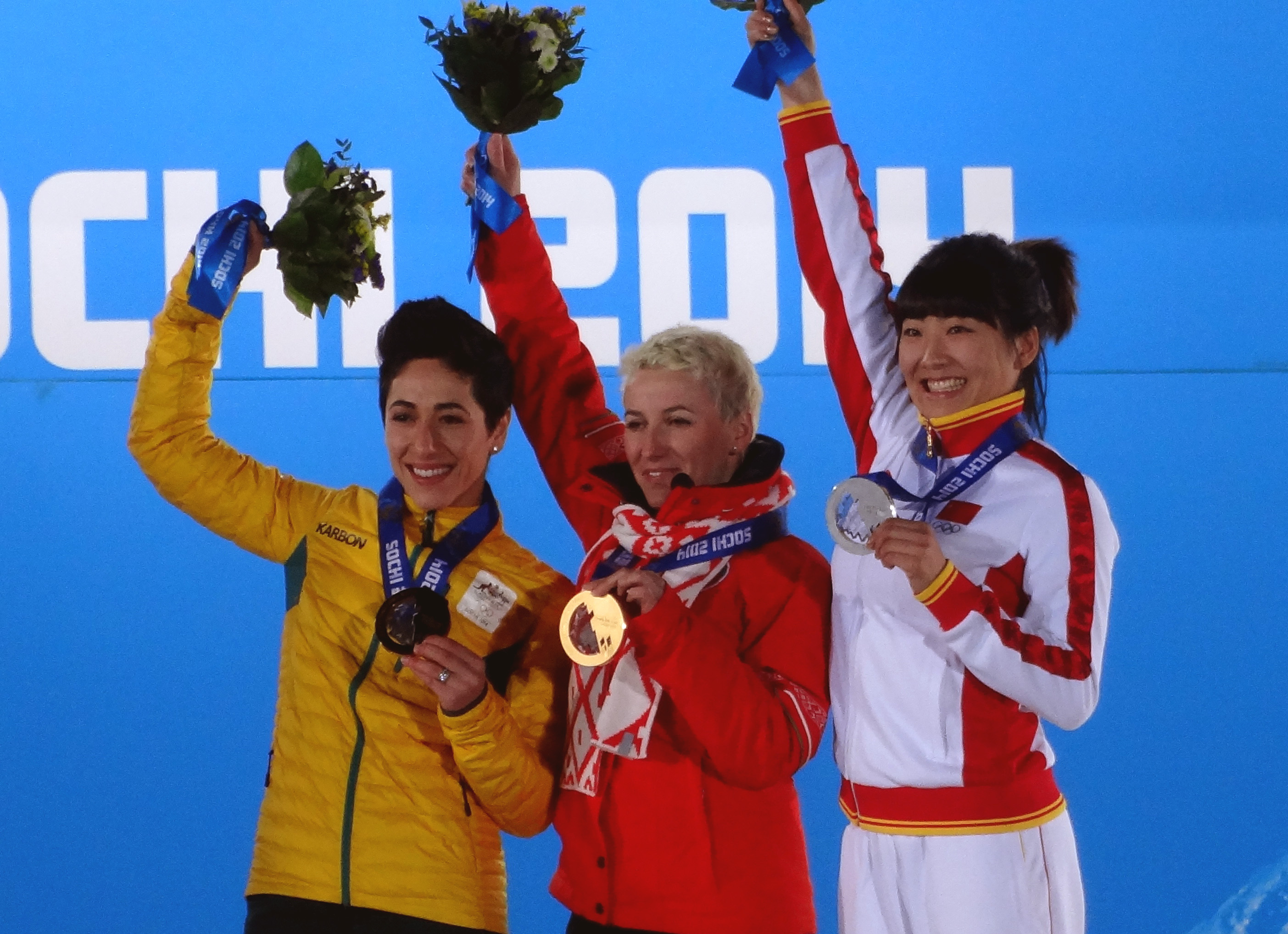
Призёры XXII зимних Олимпийских игр в Сочи в женской акробатике

Обладательница Кубка мира по фристайлу в зачёте акробатики 2001/02, в общем зачёте Цупер заняла второе место. В сезоне 2000/01 заняла второе место в зачёте акробатики в Кубке мира, а в сезоне 2007/08 — третье. Всего за карьеру выиграла 8 этапов Кубка мира.
На Играх в Сочи Алла Цупер с трудом прошла квалификацию, лишь на 0,03 балла опередив китаянку Чжан Синь. В первом финале показала лучший результат, во втором финале стала четвёртой и последней вышедшей в следующий финал. В третьем решающем финале удачно выполнила свой прыжок бэк-фулл-фулл-фулл, получив 98,01 балла. Все три конкурентки, выступавшие после Аллы, сорвали свои прыжки (занявшая второе место чемпионка мира Сюй Мэнтао набрала лишь 83,50 балла), что сделало Цупер олимпийской чемпионкой.
Золото Цупер стало четвёртым для Беларуси на зимних Олимпийских играх. Ранее чемпионами становились фристайлист Алексей Гришин и биатлонистка Дарья Домрачева (дважды, причём своё второе золото Дарья выиграла на Играх в Сочи ранее в тот же день, что и Цупер, выступая под тем же 13-м номером). Медаль Цупер стала первой для Беларуси в женском фристайле.
17 января 2021 года в возрасте 41 года заняла второе место на этапе Кубка мира в Ярославле, спустя 10 лет после последнего попадания в тройку лучших на этапах Кубка мира.

## Результаты

### Зимние Олимпийские игры
| Олимпийские игры    | НОК      | Акробатика |
| ------------------- | -------- | ---------- |
| 1998 Нагано         | Украина  | 5          |
| 2002 Солт-Лейк-Сити | Беларусь | 9          |
| 2006 Турин          | Беларусь | 10         |
| 2010 Ванкувер       | Беларусь | 8          |
| 2014 Сочи           | Беларусь | 1          |
| 2018 Пхёнчхан       | Беларусь | 4          |

### Чемпионаты мира по фристайлу
Украина
- 1997 Иидзуна — 13-е место

 Беларусь
- 2001 Уистлер — 10-е место
- 2003 Дир-Вэлли — 12-е место
- 2005 Рука — 5-е место
- 2007 Мадонна-ди-Кампильо — 4-е место
- 2011 Дир-Вэлли — DNS

## Награды и звания
- Мастер спорта международного класса.
- Орден Отечества III степени (2014 год).
- Стела с именем А. П. Цупер на Аллее спортивной славы около Ледового дворца в Гомеле (15 сентября 2023 года)[3][4].
- Одна из экспозиций в Музее спортивной славы Гомельщины, расположенном в Гомельском государственном университете имени Франциска Скорины, посвящена А. П. Цупер[5].